# Adolphe Albert
Pour les articles homonymes, voir Albert.
Louis-Adolphe Albert dit Adolphe Albert (28 juin 1855, Paris - 30 mars 1938, Les Andelys) est un artiste peintre, graveur et militaire français, proche de Toulouse-Lautrec.

## Biographie

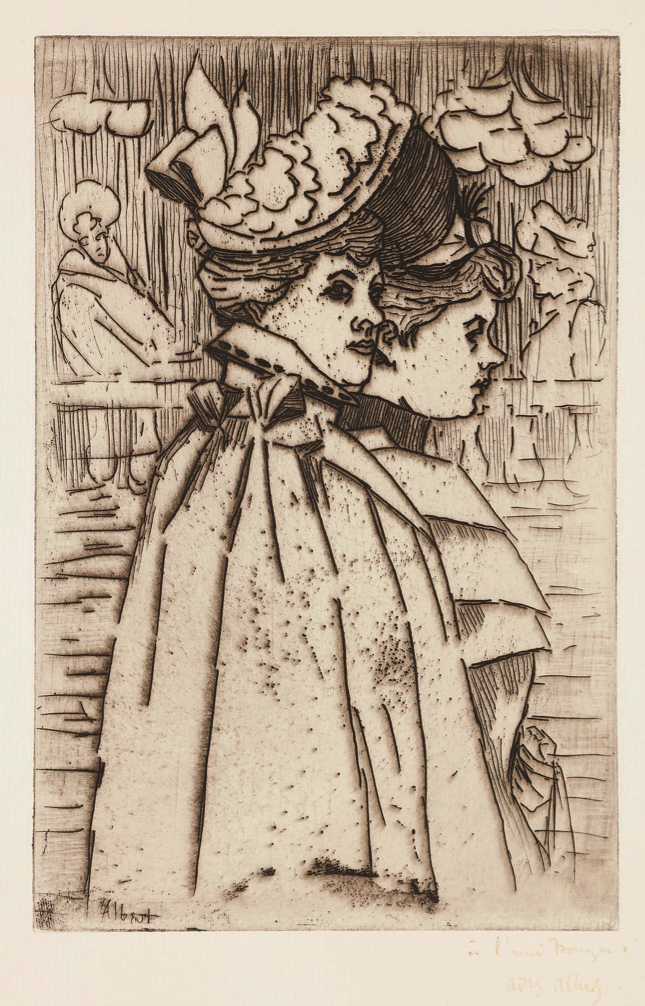
Deux jeunes femmes en chapeau (eau-forte, vers 1900).

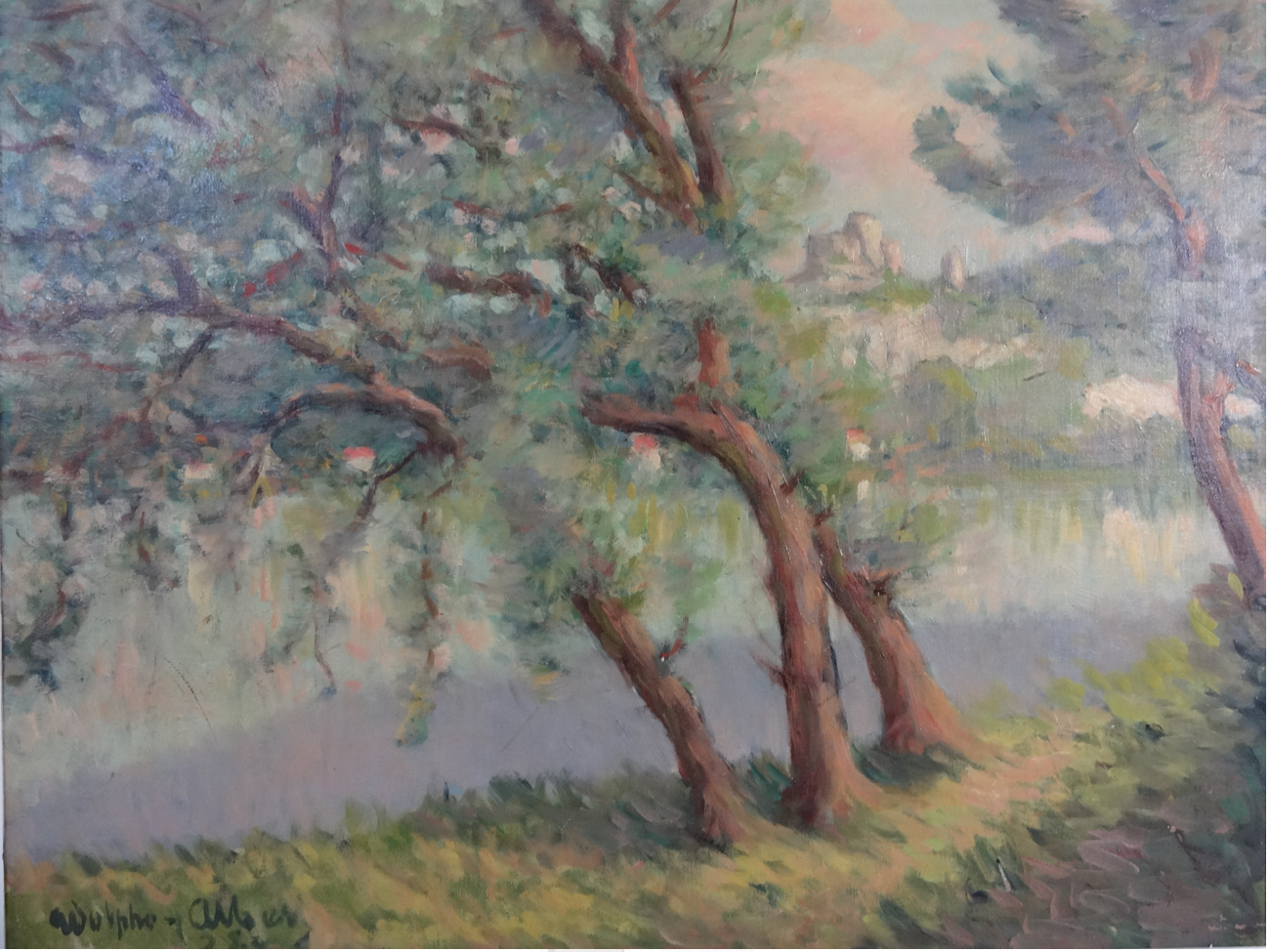
Vue de Château-Gaillard (huile sur toile, 1924).

Adolphe Albert est né le 28 juin 1855 à Paris rue de Montholon, de Jean-Pierre François Balthazar Eugène Albert, négociant, et de Tomasa Isabelle Berasar.
Il commence sa vie en embrassant la carrière militaire : en 1873, il s'engage comme chasseur, puis, au fil des années est promu lieutenant (1888), capitaine (1895), chef de bataillon (1911). En août 1914, il prend le commandement du 66e régiment territorial d'infanterie basé dans l'Indre et participe aux combats. En 1916, il est nommé chevalier de la Légion d'honneur, puis officier en janvier 1918. Au cours de cette longue carrière, il rencontre lors d'une campagne en Afrique du Nord, l'artiste Jean Veber, avec qui il se lie d'amitié. C'est lui qui le persuade de devenir artiste.
Car sur le plan de la vie privée, Adolphe Albert se révèle être un artiste particulièrement doué. Il s'inscrit aux cours de Léon Bonnat et ceux de Fernand Cormon, boulevard de Clichy, chez lesquels, à partir de 1882-1883 il croise Henri de Toulouse-Lautrec avec qui il va rester en grande amitié. Les deux hommes fréquentent les mêmes cafés et cabarets de Montmartre, partagent de nombreux souvenirs et amis comme Marcellin Desboutin. En 1887, Adolphe expose pour la première fois au Salon des indépendants. En octobre 1893, Adolphe épouse Léontine Vert (Renée Vert dite, 1856-1930) dont Lautrec fait le portrait la même année (La Modiste Renée Vert). En février 1894, Lautrec et Albert vont tous deux visiter les musées de Hollande. En décembre 1897, Adolphe exécute un portrait au crayon de son ami (Albi, musée Toulouse-Lautrec). En réponse, Lautrec, de son côté, exécute un portrait d'Adolphe intitulé Le Lithographe ou le Bon Graveur, une lithographie publiée par Boussod, Manzi, Joyant, Goupil & Cie,.
Entretemps, en février 1891, Adolphe Albert, qui s'est lancé dans la gravure, devient le secrétaire de la Société des peintres-graveurs français.
Après la mort de Lautrec en 1901, il s'installe peu de temps à Giverny où il croise Claude Monet, puis, avec son épouse, il part s'installer aux Andelys, où il achète un domaine, la villa Les Tilleuls ; après guerre, s'y croisent de nombreux artistes amis comme Félix Vallotton, Jean-Eugène Clary, et il organise des expositions regroupant des toiles de peintres post-impressionnistes.
Aquafortiste, graveur sur bois, auteur de monotypes en couleurs, il est surtout connu pour ses nombreux paysages à l'huile représentant des vues de l'Eure, du Château-Gaillard et des Andelys. Il lègue une partie de ses toiles à la commune ainsi qu'une série de dessins du XVIIe siècle, qui ont disparu lors d'un bombardement sur la région en 1944.
Il meurt aux Andelys le 30 mars 1938.